# ماندی مروتوهون
ماندی مروتوهون (انگلیسی: Monday Merotohun؛ زادهٔ ۲ نوامبر ۱۹۷۷) یک بازیکن تنیس روی میز اهل نیجریه است. 
وی در مسابقات کشوری و بین‌المللی در مجموع برنده ۱ مدال طلا، ۳ مدال نقره شده‌است.